# Bettina Schmidt
Pour les articles homonymes, voir Schmidt.
Bettina Schmidt est une lugeuse est-allemande née le 2 juin 1960 à Staßfurt et morte le 28 avril 2019 à Eisenach. Elle est notamment médaillée d'argent olympique en 1984.

## Palmarès

### Jeux olympiques
- Médaille d'argent en luge simple aux Jeux olympiques d'hiver de 1984 à Sarajevo

### Championnats du monde
- Médaille d'or en luge simple en 1992 à Winterberg

### Coupe du monde
- 1 gros globe de cristal en individuel : 1984.
- 10 podiums individuels : 
  - en simple : 4 victoires, 2 deuxièmes places et 2 troisièmes places.

### Championnats d'Europe
- médaille d'or du simple en 1982.
- médaille de bronze du simple en 1984.